# Quip
Quip est une suite d'outils et de logiciels de productivité de type Cloud computing et de groupware, proposée par Quip sous la forme d'un abonnement.

## Historique
La société Quip est créée en septembre 2012 par Bret Taylor, ancien CTO (directeur des technologies) chez Facebook, Kevin Gibbs, ancien directeur technique de l'équipe Google App Engine,. 
Taylor et Gibbs créent l'application qui porte le nom de la société.
Initialement, l'application est disponible sur Android et iOS sous forme d'une application collaborative de bureautique.

## Fonctions

### Bureautique collaborative
L'application contient :
- Un traitement de texte ;
- Un tableur ;
- Des listes de choses à faire ;
- Une messagerie instantanée.

### Modes de fonctionnement
Par ailleurs, l'application peut fonctionner :
- En mode connecté sur Internet ;
- En mode déconnecté, localement sur l'équipement.

Lorsque l'appareil se reconnecte, l'application synchronise les données.